# میان‌خوشه کهکشانی
در دانش اخترشناسی، میان‌خوشه کهکشانی یا فضای میان خوشهٔ کهکشانی (به انگلیسی: Intracluster medium) یا (ICM) پلاسمای فوق گرم‌شده‌ای است که فاصله‌های بین ستارگان یک خوشه کهکشانی را پر می‌کند. این گاز عمدتاً از هیدروژن و هلیوم یونیزه تشکیل شده و جایگاه بیشتر مواد باریونی در خوشه‌های کهکشانی است. این ICM تا درجه حرارت‌های ۱۰ تا ۱۰۰ مگا کلوین گرم می‌شود و پرتو قوی ایکس تابش می‌کند.

## ترکیب بندی
ترکیب ICM در درجه اول از باریون‌های معمولی، به‌طور عمده هیدروژن یونیزه شده و هلیوم تشکیل شده‌است. این پلاسما با عناصر سنگین‌تری از جمله آهن غنی شده‌است. مقدار متوسط عناصر سنگین تر نسبت به هیدروژن، که به عنوان فلز در اخترشناسی شناخته می‌شود، از یک سوم تا نیمی از مقدار خورشید متغیر است. بررسی ترکیبات شیمیایی ICMها به عنوان تابعی از شعاع نشان داده‌است که هسته‌های خوشه‌های کهکشان نسبت به شعاع بزرگتر غنی از فلز هستند. در بعضی از خوشه‌ها (به عنوان مثال خوشه Centaurus) فلز بودن گاز می‌تواند از بالای خورشید بالا رود. به دلیل میدان گرانشی خوشه‌ها، گاز غنی شده فلزی که از ابرنواخترها خارج می‌شود، به عنوان بخشی از ICM به صورت گرانشی به خوشه متصل می‌شوند. با نگاهی به تغییرهای مختلف، که مربوط به مشاهدهٔ دوره‌های مختلف تکامل گیتی است، ICM می‌تواند سابقه‌ای از تولید عناصر در کهکشان را فراهم کند.